# Breutelia plicata
Breutelia plicata är en bladmossart som beskrevs av Mitten 1859. Breutelia plicata ingår i släktet gullhårsmossor, och familjen Bartramiaceae. Inga underarter finns listade i Catalogue of Life.